# 森山雄治
森山 雄治（もりやま ゆうじ、1960年1月6日  - ）は、日本の男性アニメーター、キャラクターデザイナー、アニメ演出家・監督。東京都出身。日本アニメーター・演出協会（JAniCA）会員。第4回日本アニメ大賞作画監督部門賞を受賞している。

## 経歴
関東第一高等学校在学中から動画を手伝うようになり、高校卒業後は一般企業の入社試験を受けたが失敗し、どうしようと思っていた時に見つけた新聞広告でスタッフを募集していたスタジオムサシへ。東映動画のテレビアニメ『惑星ロボ ダンガードA』で初の動画。その後、スタジオコクピットへ移籍して『銀河鉄道999』を手がけた後、さらにネオメディアへ移る。ネオメディアでは日本サンライズの『無敵ロボ トライダーG7』、シンエイ動画の『ドラえもん』、ビジュアル80の『名犬ジョリィ』を担当。『無敵ロボ トライダーG7』で動画から原画へ昇格。その際、『トライダーG7』の作画監督チーフだった金山明博から原画の手解きを受ける。
1982年にネオメディアを退社して、『戦闘メカ ザブングル』、『魔境伝説アクロバンチ』から、フリーとして活動。そして、同年から参加した人気アニメ『うる星やつら』が出世作である。同作で作画監督や絵コンテデビューし、初めてオープニングアニメーションを担当するなど中心スタッフとして活躍。一躍人気アニメーターの仲間入りを果たした。『うる星やつら』のチーフディレクター押井守からはパートナーとして見込まれ、押井が原作、森山が作画で『アニメージュ』誌に1984年から『とどのつまり…』を連載し、漫画にも挑戦した。『うる星やつら』の終了後、後番組の『めぞん一刻』でキャラクターデザインに抜擢され、以後も数々の作品でキャラクターデザインを担当。1987年には第4回日本アニメ大賞の作画監督部門賞を受賞した。その後、アニメーターから演出業にシフトする。
フリーアニメーターが集まって作った「スタジオMIN」の創設メンバーの一人となる。MIN在籍時には、毛利和昭、北久保弘之といった繋がりから、『ドリームハンター麗夢』、『ブラックマジック M-66』といったOVAにノンクレジットで原画参加。MIN解散後はカオスプロジェクトやスタジオぴえろ作品、スタジオ雲雀作品を中心に数多くの作品に参加している。

## ペンネーム
もとやまゆうじ、森山ゆうじ、もりやまゆうじ、西宝壌土、風間小太郎、砂川則博、MONTAN、芝跨野渡也、柴又十哉、阿藍隅史、猫部那智子、魚田尹夫など多数。
ペンネームの一つであるもとやまゆうじは参加した『魔法の天使クリィミーマミ』のテロップにて本来もりやまゆうじのはずが誤植されてしまったため、そのままペンネームにしたものである。現在は閉鎖している本人のサイトによれば、もとやまゆうじになってしまった真相は、制作進行が当時スタジオぴえろの社内で原画を描いていた本山浩司と森山雄治を混同してタイトルを発注してしまったため、との事。
阿藍隅史はアメリカ合衆国における映画作品で監督が途中降板した際などに使われていた偽名であるアラン・スミシーにちなむ。本人はこれに漢字を当てて使用していた。

## 評価
「タイミングの良さ・柔らかくてホットな絵柄・きっちりとしたレイアウトを総合的にこなす力があり、宮崎駿監督の様に映画の作り方にタッチできて、1シーンを預けた時に担当したシーンがフィルムになった時の責任を持てる人だと思う」（押井守）
「意欲的であり、『自分が持って生まれたもの以外のものを意地でも出そう』と、自分をしんどい場所に追い込む」（山下将仁）
「絵に派手さはないけど、説得力がある」（大塚伸治）

## 参加作品

### テレビアニメ
- アローエンブレム グランプリの鷹（動画）
- 惑星ロボ ダンガードA（動画）
- 宇宙海賊キャプテンハーロック（動画）
- 銀河鉄道999（動画）
- ルパン三世（動画）
- ザ☆ウルトラマン（作画）
- ドラえもん（624話「魔女っこしずかちゃん」原画）
- 名犬ジョリィ（原画）
- ワンワン三銃士（原画）
- ゴールドライタン（原画）
- 逆転イッパツマン（原画）
- 無敵ロボ トライダーG7（原画）
- 最強ロボ ダイオージャ（原画）
- 戦闘メカ ザブングル（原画）
- 魔境伝説アクロバンチ（原画）
- おちゃめ神物語コロコロポロン（原画）
- ストップ!! ひばりくん!（原画）
- 機動戦士Ζガンダム（原画）
- 超時空要塞マクロス（9話 原画）
- ななこSOS（メカデザイン）
- うる星やつら（作画監督・絵コンテ）
- 魔法の天使クリィミーマミ（OP/EDアニメーション原画）※もとやまゆうじ名義
- 魔法のスターマジカルエミ（OPアニメーション原画、作画監督）
- めぞん一刻（キャラクターデザイン（26話まで））
- 鎧伝サムライトルーパー（作画監督）
- のらくろクン（キャラクターデザイン）
- らんま1/2（OPアニメーション 絵コンテ・演出・原画）
- 赤ちゃんと僕（1話 作画監督）
- トライガン（20話 絵コンテ・演出・作画監督）
- 十兵衛ちゃん-ラブリー眼帯の秘密-（6話 絵コンテ）
- 魔法のステージファンシーララ（OP原画・ED原画 作画監督）
- パワーストーン（作画監督・25話 絵コンテ）
- レレレの天才バカボン（作画監督・26話 絵コンテ）
- 幻想魔伝 最遊記（キャラクターデザイン・作画監督）
- 東京アンダーグラウンド（キャラクターデザイン）
- ナジカ電撃作戦（7話 原画）
- 地球防衛家族（5話 作画監督）
- 朝霧の巫女（監督、1話・9話・18話・25話・26話  絵コンテ、25話 作画監督）
- NARUTO -ナルト-（1話・18話 作画監督）※風間小太郎名義
- E'S OTHERWISE（1話・4話・12話・20話・26話 作画監督）※猫部那智子名義
- D.C. 〜ダ・カーポ〜 （サイドエピソード監督・シリーズ構成、1話、25話 原画）
- 探偵学園Q（32話・38話・44話 作画監督）※猫部那智子名義
- ゾイドジェネシス（4話 原画）※西宝壌土名義
- 美鳥の日々（6話 作画監督・13話 原画）※猫部那智子名義
- BLEACH（サブデザイン、76話・98話/絵コンテ・作画監督・第9期ED演出・原画）※絵コンテ・作画監督は芝跨野渡也(8話のみ)、以降砂川則博名義
- KURAU Phantom Memory（9話 演出・作画監督）
- ぱにぽにだっしゅ!（2話・13話・21話 絵コンテ・演出・作画監督）
- Canvas2 〜虹色のスケッチ〜（16話・18話 作画監督）※阿藍隅史名義
- 練馬大根ブラザーズ（OP原画）※阿藍隅史名義
- 錬金3級 まじかる?ぽか〜ん（原画）※阿藍隅史名義
- 桜蘭高校ホスト部（6話 演出・作画監督）
- 吉永さん家のガーゴイル（9話 絵コンテ 作画監督・12話 作画監督）※猫部那智子名義
- つよきす Cool×Sweet（OP原画）※猫部那智子名義
- 銀河鉄道物語 〜永遠への分岐点〜（1話 絵コンテ・9話 作画監督）
- おおきく振りかぶって（13話 原画）※柴又十哉名義
- すもももももも 地上最強のヨメ（8話 絵コンテ） ※猫部那智子名義
- 奏光のストレイン（5話 原画 ※もりやまゆうじ名義、7話 演出・作画監督 ※阿藍隅史名義）
- Venus Versus Virus（OP原画、6話 絵コンテ・作画監督、12話 原画）※猫部那智子名義
- ながされて藍蘭島（4話・5話・14話原画）※阿藍隅史名義
- GR-GIANT ROBO-（10話 原画）
- ムシウタ（6話 7話 10話 総作画監督, 11話 作画監督補佐）※柴又十哉名義
- H2O -FOOTPRINTS IN THE SAND-（1話,12話 作画監督、4,6,8,10話 総作画監督）※柴又十哉名義
- 我が家のお稲荷さま。（9,12,16,22話 総作画監督）※柴又十哉名義
- 薬師寺涼子の怪奇事件簿（6話 原画）
- D.C.if 〜ダ・カーポ イフ〜（作画監督）※柴又十哉名義
- ファイト一発! 充電ちゃん!!（PV・OP・原画-全話数）
- ティアーズ・トゥ・ティアラ（26話 原画）
- 刀語（3話 作画監督・原画）
- ポケモンレンジャー 光の軌跡（原画）
- 百花繚乱 SAMURAI GIRLS（1話 作画監督）※魚田尹夫名義
- 荒川アンダー ザ ブリッジ×2（5話 絵コンテ）
- 戦国乙女〜桃色パラドックス〜（OP原画、13話 原画）※流川河童名義
- カードファイト!! ヴァンガード（OP原画）※流川河童名義
- 爆丸バトルブローラーズ ガンダリアンインベーダーズ（OP原画、21話・25話 作監）
- 真剣で私に恋しなさい!!（アクション作画監督、1話・OP 原画）
- 戦姫絶唱シンフォギア（10話 作監）※もりやまゆうじ名義
- エリアの騎士（20話 作監）※もりやまゆうじ名義
- アクセル・ワールド（OP2原画、12話・17話・23話 原画）※砂川則博名義
- 獣旋バトル モンスーノ（25話・27話・31話・34話・35話・39話・42話・45話・48話 作監、25話 原画）※もりやまゆうじ名義
- 革命機ヴァルヴレイヴ（8話 原画）
- 機巧少女は傷つかない（OP 原画・11話 原画・12話作画監督）
- 妖怪ウォッチ（15話 絵コンテ）
- 精霊使いの剣舞（2話作画監督）
- クロスアンジュ 天使と竜の輪舞（9話 原画）
- モンスター娘のいる日常（2話・5話・7話・11話 絵コンテ、2話・3話・10話・12話 作画監督、6話・9話 総作画監督補）
- ご注文はうさぎですか??（7話作画監督）
- 最弱無敗の神装機竜（1話作画監督）※もりやまゆうじ名義
- ダンガンロンパ3 -The End of 希望ヶ峰学園-（1話作画監督）※もりやまゆうじ名義
- クズの本懐（1話・4話・10話 原画、4話 作画監督）※もりやまゆうじ名義
- ようこそ実力至上主義の教室へ（2話 作画監督）※もりやまゆうじ名義
- キノの旅 -the Beautiful World- the Animated Series（3話・4話 作画監督）※もりやまゆうじ名義
- 七星のスバル（アクション作画監督、6話 作画監督、原画）※もりやまゆうじ名義
- ラディアン（7話 原画）※もりやまゆうじ名義
- 彼方のアストラ（3話 作画監督）※もりやまゆうじ名義
- ラディアン（第2シーズン、3話・11話 作画監督）※11話もりやまゆうじ名義
- 逆転世界ノ電池少女（3話・12話 原画）※もりやまゆうじ名義
- 青のオーケストラ（14話 絵コンテ）

### 劇場アニメ
1978年
- さらば宇宙戦艦ヤマト 愛の戦士たち（動画）

1979年
- 銀河鉄道999（動画）

1981年
- ドラえもん ぼく、桃太郎のなんなのさ（原画）

1983年
- クラッシャージョウ（原画）
- うる星やつら オンリー・ユー（原画）

1984年
- うる星やつら2 ビューティフル・ドリーマー（メカ・小物デザイン・作画監督）
- 超人ロック〜魔女の世紀〜（作画監督補佐）

1985年
- うる星やつら3 リメンバー・マイ・ラブ（メカ・小物デザイン・作画監督）

1986年
- プロジェクトA子（脚本・絵コンテ・キャラクターデザイン・作画監督）

1987年
- 王立宇宙軍 オネアミスの翼（作画監督）

1988年
- めぞん一刻・完結篇（キャラクターデザイン・作画監督）

1997年
- 新世紀エヴァンゲリオン劇場版 Air/まごころを、君に（原画）

2001年
- 劇場版 幻想魔伝最遊記 Requiem 選ばれざるものへの鎮魂歌（キャラクターデザイン・総作画監督）

2006年
- 劇場版BLEACH MEMORIES OF NOBODY（原画）

2007年
- ヱヴァンゲリヲン新劇場版:序（作画監督）
- 劇場版BLEACH The DiamondDust Rebellion もう一つの氷輪丸（作画監督）

2008年
- 劇場版BLEACH Fade to Black 君の名を呼ぶ（作画監督）

### OVA
- ドリームハンター麗夢（原画）※ノークレジット
- ブラックマジック M-66（原画）※ノークレジット
- プロジェクトA子 2（監督・キャラクターデザイン・作画監督）
- プロジェクトA子 2（監督・キャラクターデザイン・作画監督）
- プロジェクトA子 3（監督・キャラクターデザイン・作画監督）
- プロジェクトA子 完結篇（監督・脚本・キャラクターデザイン・作画監督）
- A-Ko The VS / BLUE SIDE（絵コンテ）
- POP CHASER（サブキャラデザイン）※もとやまゆうじ名義
- ロボットカーニバル 明治からくり文明奇譚〜紅毛人襲来之巻〜（作画協力）
- 江口寿史のなんとかなるでショ! 短編『SWITCH OFF』を担当（絵コンテ・キャラクターデザイン・作画監督）
- 魍魎戦記MADARA（監督・キャラクターデザイン・作画監督）
- 魔獣戦士ルナ・ヴァルガー（キャラクターデザイン）
- 魔狩人 デーモンハンター（キャラクターデザイン・作画監督）
- ARIEL 発動編 GREAT FALL（絵コンテ）
- 校内写生（作画監督）
- EXPER ZENON（脚本・監督・キャラクターデザイン・作画監督）
- 万能文化猫娘（キャラクターデザイン・1話、3話、4話 作画監督・4話 絵コンテ）
- トップをねらえ!（3話・4話、作画監督）
- 炎の転校生（キャラクターデザイン）
- 機動警察パトレイバー（OVA第2期「星から来た女」原画）
- マクロスプラス（3話 作画監督）
- 天地無用! 魎皇鬼（OP・6話 作画監督）
- 青空少女隊（監督・キャラクターデザイン・作画監督）
- Compiler（「陰の章」「陽の章」キャラクターデザイン）
- 神秘の世界エルハザード（ED演出・作画）
- ファイアーエムブレム 紋章の謎（キャラクターデザイン・1話 作画監督）
- 小鉄の大冒険（監督）
- AIKa（キャラクターデザイン協力）
- ジオブリーダーズ 魍魎遊撃隊 File-X ちびねこ奪還（総監督）
- ジオブリーダーズ2 魍魎遊撃隊 File-XX 乱戦突破（キャラクターデザイン・総作画監督）
- ジャングルDEいこう!（原作・監督・キャラクターデザイン・作画監督）
- てなもんやボイジャーズ（3話 作画監督）
- 超人ロック / ミラーリング（作画監督）
- うさぎちゃんでCue!!（絵コンテ・演出・作画監督・原画）
- 超昂天使エスカレイヤー（OP 絵コンテ・原画）
- Phantom -PHANTOM THE ANIMATION-（2話・3話 原画）※西宝壌土名義
- ふたりエッチ（総監督・絵コンテ）
- 戦闘妖精少女 たすけて! メイヴちゃん（絵コンテ・演出）
- すもももももも 地上最強のヨメ（24話(DVDのみ収録) 絵コンテ・原画）※猫部那智子名義
- やわらか三国志 突き刺せ!! 呂布子ちゃん（キャラクターデザイン・監督）
- ストレイト・ジャケット（魔族デザイン）
- OVA うたわれるもの（2話、絵コンテ、演出、作画監督）
- カーニバル・ファンタズム（原画）
- Fate/Prototype（原画）

### 短編
- ぽっぷるメイル メガCD版購入特典PV（絵コンテ・演出）
- みんなのうた「メロンの切り目」（絵コンテ・演出・キャラクターデザイン・作画監督）

### ゲーム
- 霊幻道士（ファミリーコンピュータ/アクション監修）
- 負けるな!魔剣道（スーパーファミコン/アクション監修）
- マクロスVF-X（プレイステーション/OPアニメーション 作画監督）
- VIPER-V12 魔法の賭博師トトカル☆チョミ（PC-9801・Windows 95/キャラクターデザイン・作画監督）※MONTAN名義
- VIPER-BTR 魔法の賭博師トトカル☆チョミ（PC-9801/キャラクターデザイン・作画監督）※MONTAN名義
- スーパーリアル麻雀PV（原画）
- 宝魔ハンターライム（原画）
- ガーディアンヒーローズ（原画作画協力）
- ディスガイア D2（原画）

### 漫画
- とどのつまり…（原作：押井守）
- EXPER ZENON（長谷川裕一と共同）
- 万能文化猫娘『ヌクヌク宇宙へ行く』。原作版（高田裕三）と同時収録されたセル画コミック

### その他
- 小説版トップをねらえ! （ケイブンシャノベルズ/イラスト）
- 甲竜伝説ヴィルガスト （パッケージイラスト OVA版）
- ジャングルDEいこう! （富士見ファンタジア文庫/イラスト）